# À moitié sages
À moitié sages est une sitcom québécoise en 17 épisodes de 25 minutes diffusée entre le 5 juin et le 25 septembre 1957 à la Télévision de Radio-Canada.

## Distribution
- Dyne Mousso : Marie-Thérèse Germain
- Huguette Oligny : Odile Germain
- Marthe Mercure : Puck Germain
- Solange Harbeau : Dominique Germain
- Roger Garceau : Magistrat
- Julien Bessette : Julian Astor
- Tania Fédor : Mme Astor
- Jean Fontaine : Soupirant
- Victor Désy : Soupirant
- Marina Gantes : Cynthia

## Fiche technique
- Scénarisation : Françoise Loranger
- Réalisation : Denys Gagnon
- Société de production : Société Radio-Canada